# 横浜高速鉄道Y500系電車
横浜高速鉄道Y500系電車（よこはまこうそくてつどうY500けいでんしゃ）は、2004年（平成16年）2月1日に営業運転を開始した、横浜高速鉄道の通勤形電車。

## 概要
2004年（平成16年）2月1日の横浜高速鉄道みなとみらい線開業に向けて、横浜高速鉄道保有の車両として導入された。東急5000系と共通設計とすることで標準化し、低コスト化を図った。東急車輛製造製で直流1,500V架線集電方式、20m級4ドアの軽量ステンレス鋼製車体である。本系列の設計に当たっては「標準化による低コスト化」「快適な移動空間の提供」「環境へのやさしさ」を基本としている。
8両編成6本（計48両）が製造され、2003年（平成15年）9月9日から翌年1月にかけて搬入された。これらは全て入籍日はみなとみらい線の開業日と同じ2004年2月1日に入籍している。
その後、東急線内での事故により1編成が除籍、損害賠償処置として同社の5050系1本が譲渡の上で編入している。
同時期に製造された5000系2次車と多くの部分が同一であるため、ここでは主に相違点について記述する。

## 外観
デザインには「みなとヨコハマ」をイメージした横浜高速鉄道カラーが多用された。「伸びゆく都市」をイメージした薄い青色、「みなとヨコハマの海」をイメージした濃い青色（ネイビーブルー）、また海から都市への連続性を表す黄色へのグラデーションが基調となっている。
前面はFRP部に薄い青色をメタリックブルーという形で使用、また窓下にグラデーションの帯が入る。スカートはネイビーブルーとした。

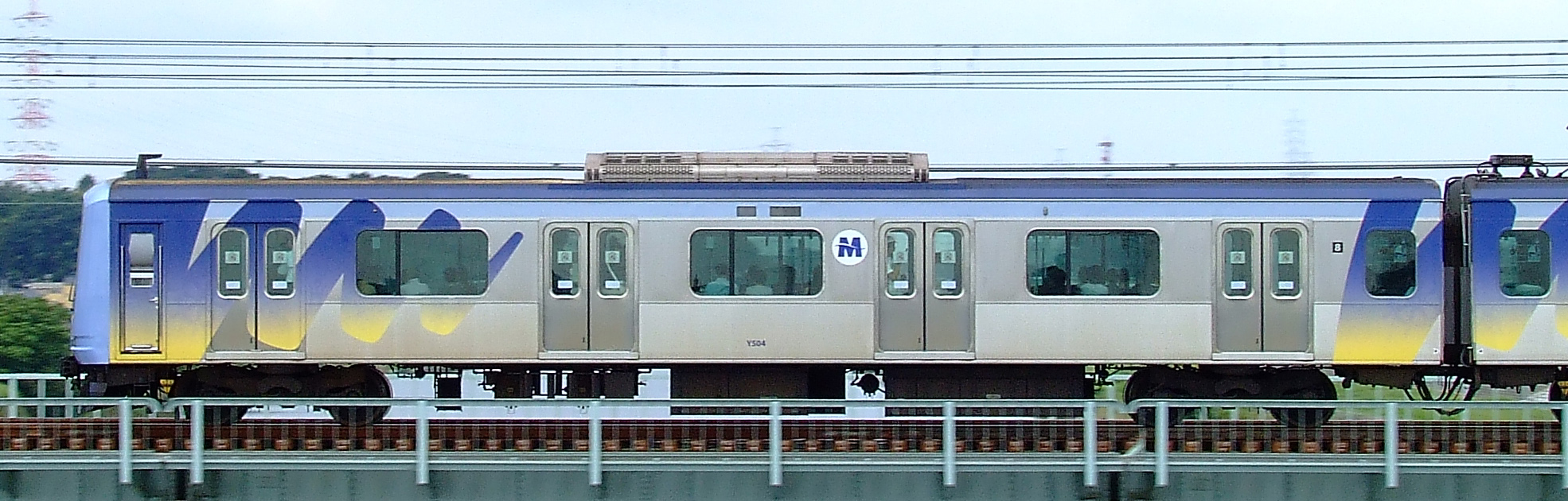
Y500系側面デザイン（2007年8月19日 / 綱島 - 大倉山）

側面は幕板部に薄い青色の帯を入れたほか、先頭部と各連結部にはみなとみらいのMをモチーフにしたグラデーション模様が大きく描かれており、グラデーション内には横浜の伝統産業であるスカーフの絵柄（船の操舵輪やランプなど）が入っている。なおこの模様は編成中央を境に線対称のデザインとなっており、中心線となる4・5号車間には何も描かれていない。
屋根は濃い青色の絶縁塗料を使用した。また先頭部分は黄色いラインが2本入れられ、空調装置まで続いている。
また、前面非常扉下部および側面戸袋部（一面につき一ヶ所）にはみなとみらい線のシンボルマークである「M」のマークが配されている。

側面の車両番号表記は青色で、車体中央下部に配置された。

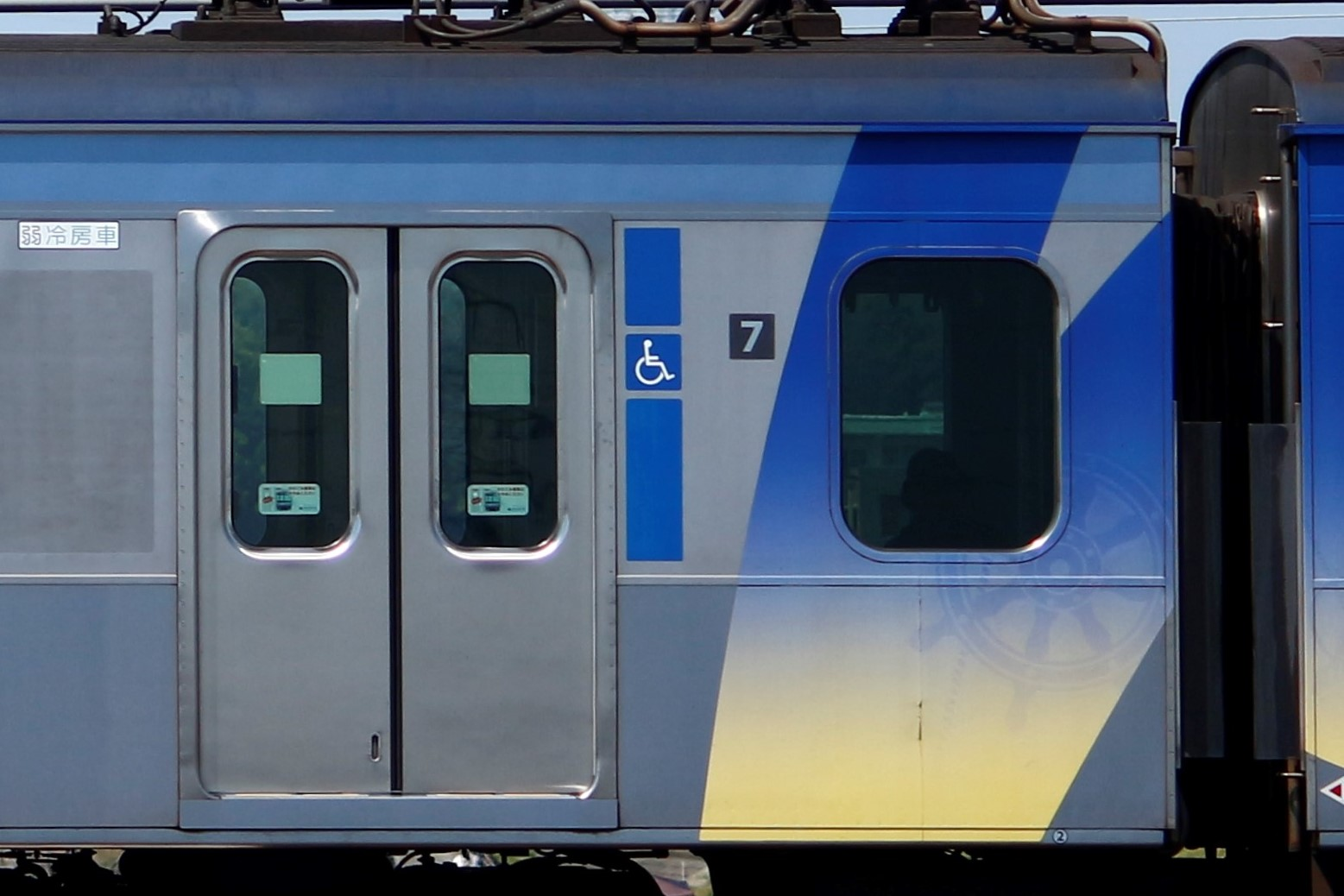
Y500系の車椅子スペース表示

車椅子スペースの表示には大型のピクトグラムを採用し、また地色と同じ青のラインを上下に伸ばすことでデザイン性を演出している。
なおこの影響か、東急5000系をはじめ多くの車両で実施されているベビーカーマークの追加が実施されていない。
保安装置など
東横線系統を走行するため、基本的には直後に登場した5050系に準じた仕様となっている。
両先頭車に戸閉制御切換装置を搭載し、Tc2に情報伝送装置を搭載していた。また、副都心線直通に合わせて改造工事を実施している。
誘導無線装置は当初は非搭載とし、副都心線対応改造に合わせて4号車に搭載された。
また車体について、副都心線対応機器などの搭載を見越して乗務員室を5000系より100mm拡大している。ついてはステンレス部が延長され、5080系と同等の車体となっている。
その他、乗務員室の車掌スイッチがリレー式など、細部において変更点も見られる。

## 内装
車内はライラック系の色調でまとめられている。座席については一般部は紫系、優先席部は青系のモケットが使用され、車体側面と同様に「横浜スカーフ」の絵柄が入れられた。
バリアフリー化のひとつとして、各ドアには号車とドアの位置を点字・絵的表示・文字（黒地白文字）表示の3通りで表示している。
車内案内表示器として15インチのLCDが設置される。基本性能は、東急5000系列と同じだが、画面周辺のカバーが東急5000系列は水色基調なのに対し、本系列は薄桃色基調である。
扉の開閉時のドアチャイムは東急5000系列より半音高く開扉時と閉扉時とで音色を逆転させた。
また、乗降促進放送は東急・MM用ブザー、メトロ用メロディ、西武用チャイム、東武用ブザーの4種類が搭載されている。
車椅子スペースは2号車と7号車に設置した。また隣接する側扉のドアレールには車椅子の通過を想定した切欠きを設けている。
当初は、車両中央付近にも優先席を設けていたが、2003年9月の車内における携帯マナー案内の変更のため、後に廃止され、一般的な車端部のみの配置となった。

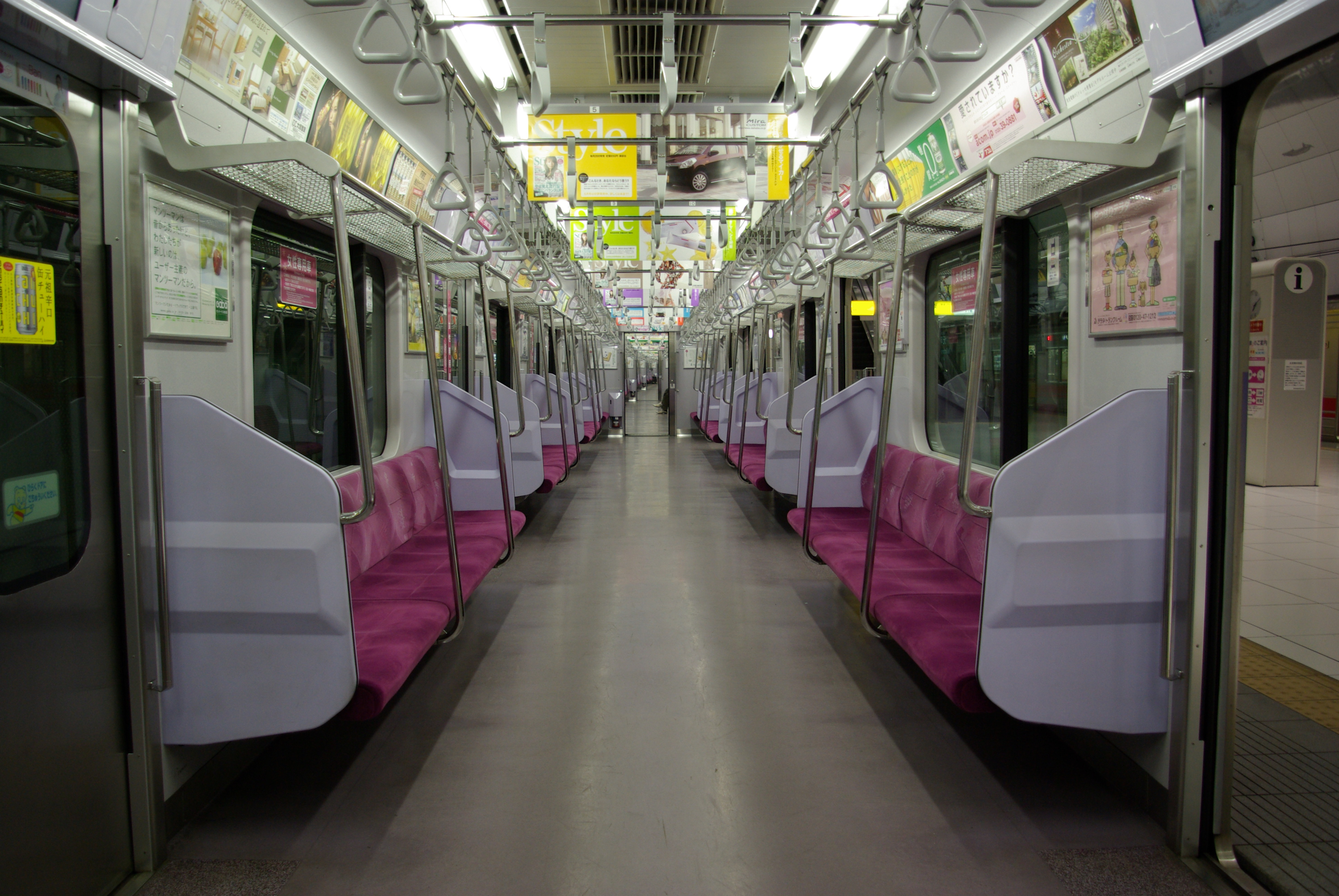
車内
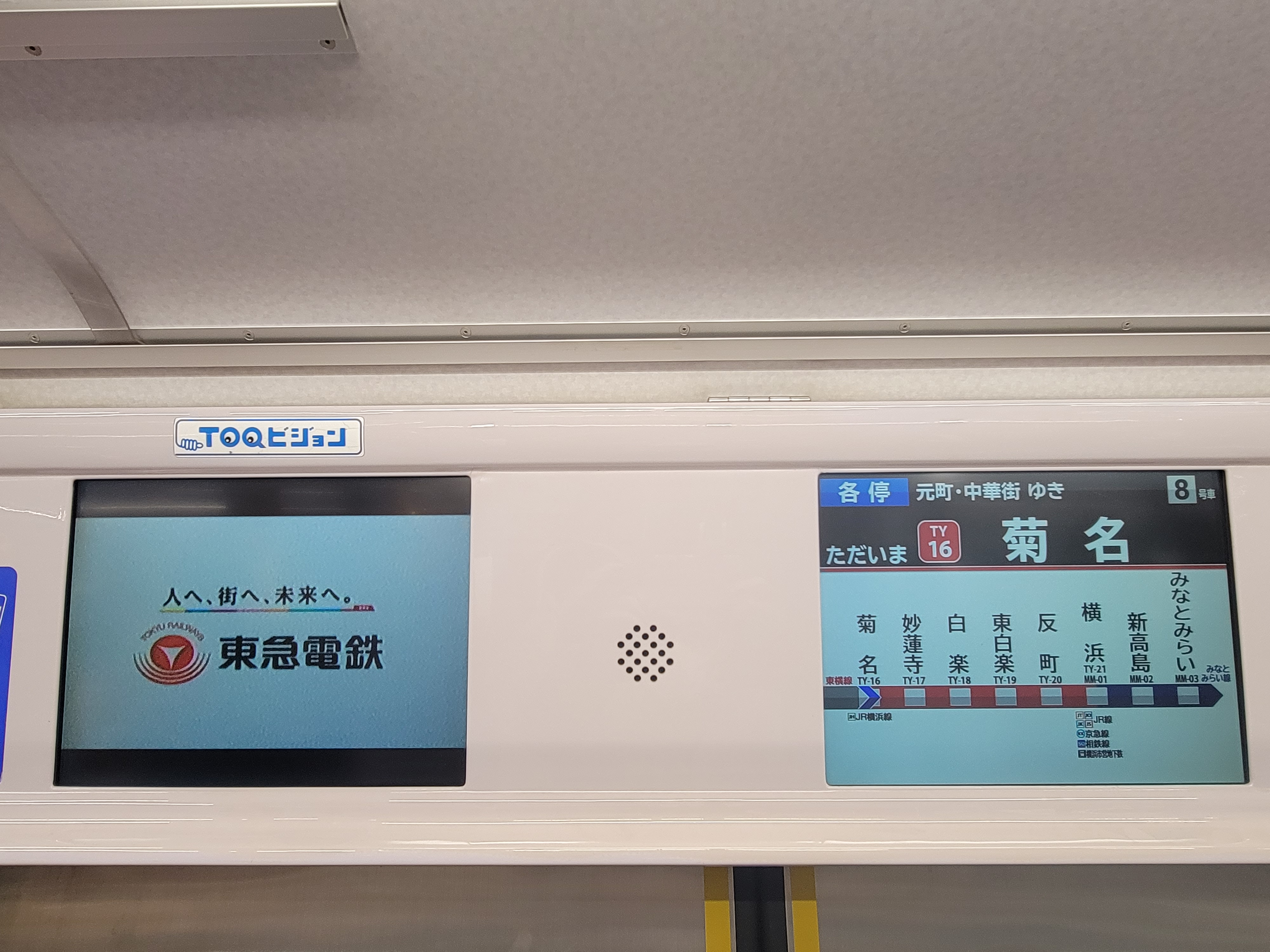
車内案内表示器
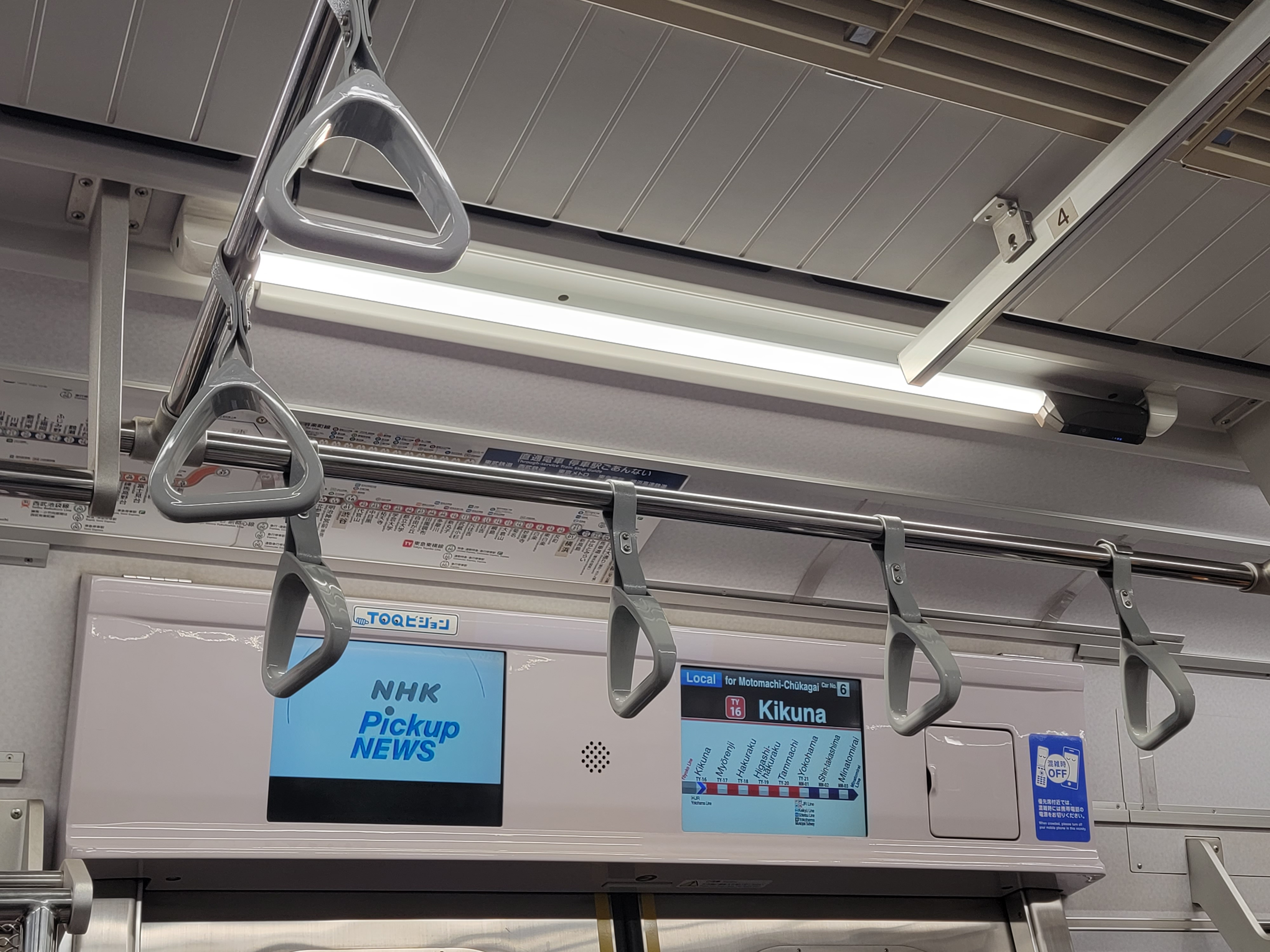
車内照明一体型の防犯カメラ

## 導入後の変遷

### 改造工事
副都心線直通対応
- 2013年3月16日に開始される東京メトロ副都心線などとの直通運転のため、2011年度より対応改造工事が実施された。同年度はY515F・Y513F・Y511F・Y516F、翌年度はY514F・Y512Fに実施[6]。
- その後、直通運転開始までに5050系と同じ「8CARS」ステッカーの貼付や種別幕の対応が行われている[6]。

車外表示器の更新 

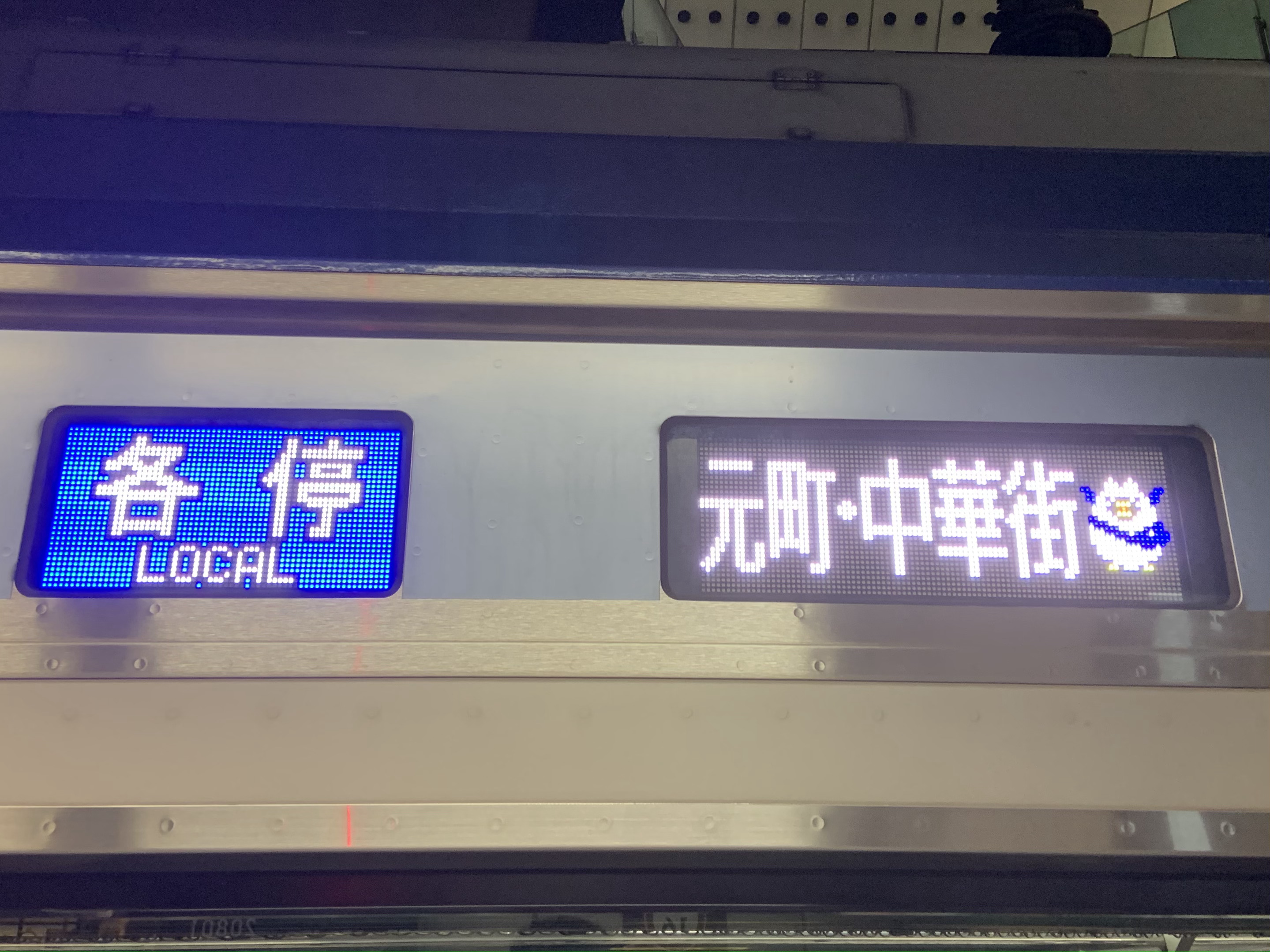
行先表示器交換後

- 2023年度中に、Y517fを除く編成に対して施工された[7]。

#### 今後の予定
横浜高速鉄道が2022年7月に公表した移動等円滑化取組報告書（鉄道車両）には、以下の予定が記されている。なお、相鉄線関係の保安装置設置は行わない。
- LCD式車内案内表示器の更新（TIP装置デジタル化、2024 - 2025年度）
- なお、令和5年度移動等円滑化取組報告書において、車内案内表示器の更新計画が変更され、2025-2026年度実施予定と記載された[8]。
- Y517編成の行先表示器交換（2025年度）[9]
- 車椅子スペースの増設（2026 - 2028年度）

### 元住吉駅追突事故に関する動き
2014年2月15日に発生した東急東横線元住吉駅追突事故で、Y516Fは東急5050系5155Fに追突された。Y516Fは元住吉検車区に留置された後、2014年6月から7月にかけて順次総合車両製作所横浜事業所に陸送された。総合車両製作所による診断の結果、Y546の床が大きく破損し、Y546とY556の台枠にダメージを負うなど損傷が酷かったため、2017年10月に解体場へ再び陸送、全車が解体された。
同事故については東京急行電鉄と車両交換による損害賠償を行うという基本合意書を締結しており、2016年度（平成28年度）内の復旧に向けて東急保有車両の仕様変更・改修などの協議を進めることとなっていたが、協議の内容確定に時間を要したため2017年度に実施された。

#### Y517Fの誕生
2017年5月31日付でY516Fと東急5050系5156Fの交換による譲渡が行われた。Y516Fは同一番号のまま東急に入籍し、2017年6月21日付で廃車、5156FはY517Fとして横浜高速に入籍した。
Y517Fは譲渡後もしばらくの間、車番表記を含め5156Fのままの姿で運行されていたが、2018年3月に外装・表記類を、2018年5月から9月にかけて内装を、それぞれ他のY500系車両と揃える改造が行われた。また2020年1月の検査入場時に屋根の色も揃えられた。相違点や特筆すべき点としては、車両寸法の違い、行先表示器が5050系準拠、譲渡時点では唯一前照灯がLED、（奇数編成にもかかわらず）冷房装置が日立製、座席の形状の違い、妻引戸が傾斜式などが挙げられる。

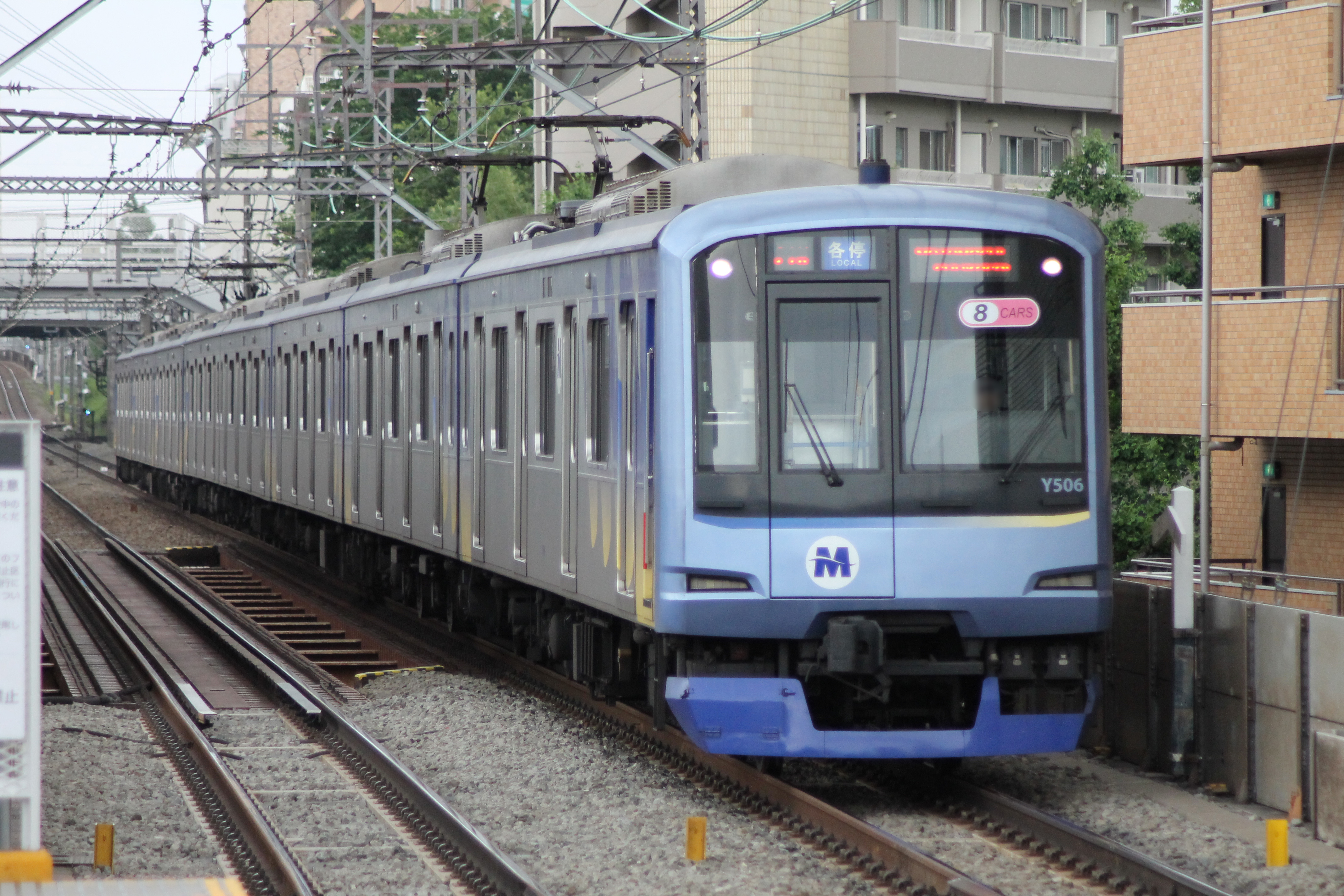
追突事故により廃車となったY516F
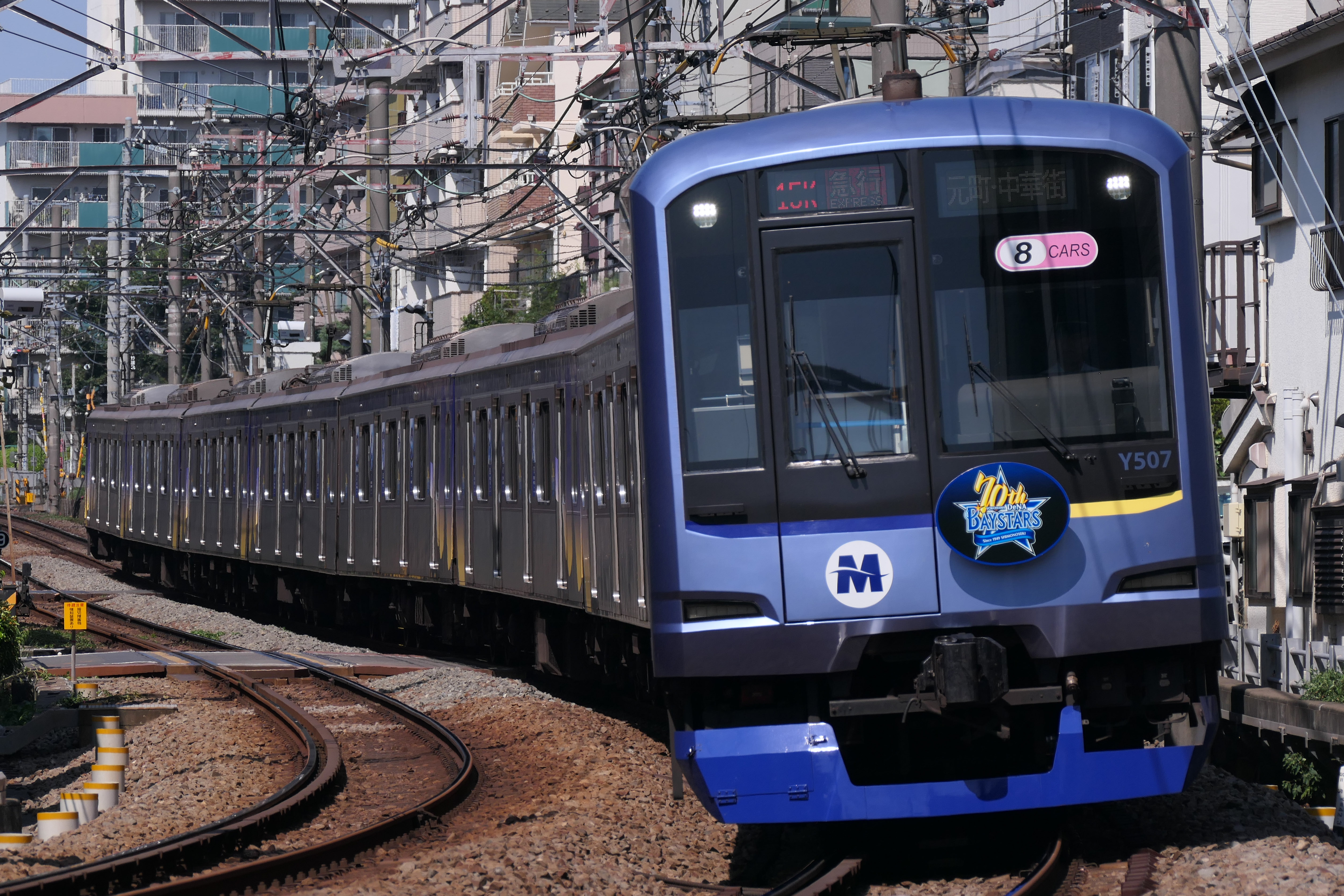
東急から譲渡されたY517F

## ラッピング車両
2023年12月24日から2024年1月28日の期間で、みなとみらい周辺でプリキュアシリーズの20周年記念イベントが開催されるのにあわせ、Y511Fにプリキュアをラッピングした車両が運行されている。また、あわせてプリキュア20周年デザインのオリジナル一日乗車券も発売される。

## 編成表
編成構成としては東急5000系10両編成（当初の組成）から2号車の単独M車、3号車のT車を抜いた形で、4M4Tの8両編成となっている。ただし8両とするために車椅子スペースと側面非常ハシゴの配置が変更されており、車椅子スペースは2・7号車（デハY540・デハY590）に、側面非常ハシゴは4・5号車（サハY560・サハY570）に設置されている。
車両番号は、横浜高速鉄道を示す「Y」とそれに続く3桁の数字で表される。数字については百位・十位で形式を、一位で編成番号を示す。十位については5000系の百位と揃えられたため、2と3が欠番となる。
|                | ← 飯能・志木・和光市・渋谷・横浜元町・中華街 → |                   |                       |                   |                   |                   |                        |                   |
| 号車           | 1                                              | 2                 | 3                     | 4                 | 5                 | 6                 | 7                      | 8                 |
| 形式           | クハY510形 (Tc2)                               | デハY540形 (M2')  | ＜ ＞ デハY550形 (M1) | サハY560形 (T2)   | サハY570形 (T1)   | デハY580形 (M2)   | ＜ ＞ デハY590形 (M1') | クハY500形 (Tc1)  |
| 搭載機器・設備 |                                                | SIV,BT,♿︎         | VVVF                  | CP                | CP                | SIV,BT            | ♿︎,VVVF                |                   |
| 車両番号       | Y511 ： Y515 Y517                              | Y541 ： Y545 Y547 | Y551 ： Y555 Y557     | Y561 ： Y565 Y567 | Y571 ： Y575 Y577 | Y581 ： Y585 Y587 | Y591 ： Y595 Y597      | Y501 ： Y505 Y507 |

凡例
- ＜＞：集電装置（シングルアームパンタグラフ）
- VVVF：主制御装置（VVVFインバータ）
- SIV：補助電源装置（静止形インバータ）
- CP：電動空気圧縮機（スクリュー式コンプレッサ）
- BT：蓄電池

## 運用
- 運用線区・所属 - みなとみらい線・東急東横線（元住吉検車区所属）
  - 東急東横線の車両（5000系・5050系8両編成）との運用上の区別はなく、共通で運用されている。
    - みなとみらい線開業直後のダイヤでは、横浜駅への滞泊ならびに同駅出庫運用がY500系中心で運行されていた。
    - 2013年3月の渋谷駅地下化までは、東横線本線系統の全種別（各駅停車・急行・特急・通勤特急）で共通運用が組まれた。
    - 2013年3月16日改正からは、東京メトロ副都心線を経由して、東武東上本線は志木駅まで、西武池袋線は飯能駅まで入線する。一方で東横線内の特急・通勤特急や副都心線内の急行・通勤急行やFライナーには原則として10両編成での運用となったため本系列は使用されないが、2017年5月5日、Y514Fが緊急でFライナーに代走使用した実績がある。

  - 長津田工場での検査の際には目黒線・大井町線・田園都市線・こどもの国線を経由して回送される。
- みなとみらい線開業前に行われた試運転では廃止前の桜木町駅や田園都市線の中央林間駅、大井町線の大井町駅にも乗り入れた。
- 新造時の搬入については、2003年9月から東急車同様に長津田検車区にて行われたが[1]、Y516Fはみなとみらい線・東横線新線区間の試運転・訓練に使用するため、同年10月から11月にかけて東白楽駅付近より開業前の地下区間へ搬入された[1]。

### 特別な運行
- みなとみらい線沿線で開催されるイベントとタイアップしてヘッドマークを装着して運転することがある。
- みなとみらい線関連では開業日である2004年2月1日よりY511Fが1か月間「祝 開業 みなとみらい線 元町・中華街←35分→渋谷」とデザインされたヘッドマークを装着した。また、それ以外の編成では「祝 相互直通運転開始 東横線・みなとみらい線」のステッカーを貼付して運転された。後者は東横線や目黒線の車両にも同様のステッカーが貼付された。
- 開業2周年となる2006年以降は毎年1月下旬 - 2月下旬にかけてヘッドマークを装着して運転している。
  - 2006年（2周年）はY512Fに「みなとみらい線 開通2周年」のヘッドマークを装着した。
  - 2007年（3周年）はY513Fに「みなとみらい線 開通3周年」のヘッドマークを装着した。
  - 2008年（4周年）はY514F・Y516Fに2編成でデザインの異なる開通4周年のヘッドマークを装着して運転した。
  - 2014年（10周年）はY511F・Y512Fに両編成でデザインの異なる「みなとみらい線 開通10周年」のヘッドマークを装着して2014年1月27日から同年3月31日まで運転した[16]。
  - 2019年（15周年）はY512Fに「みなとみらい線 開通15周年」のヘッドマークを装着して2019年1月28日から運用している[17]。
  - 2024年（20周年）には「開業20周年記念トレイン」としてヘッドマークを1編成につけて1月下旬から12月までみなとみらい線、東急東横線、東京メトロ副都心線、西武有楽町線・池袋線・狭山線、東武東上線で運用する予定である[18]。
- 2013年からはプロ野球球団・横浜DeNAベイスターズのロゴのヘッドマークやステッカーを装着して運転している。
  - 2014年はY512Fが「YOKOHAMA DeNA BAYSTARS TRAIN」として運転された[19]。
  - 2015年はY514とY515の2編成が「横浜DeNAベイスターズトレイン2015」として3月31日から運転[20]。
  - 2016年は横浜DeNAベイスターズの選手の写真と球団ロゴをラッピングした2編成が「横浜DeNAベイスターズトレイン2016」として3月27日から運転[21]。
  - 2017年も2編成が「横浜DeNAベイスターズトレイン2017」として運転したが、開始が7月31日と異例の遅さとなった[22]。
  - 2018年は2編成が「横浜DeNAベイスターズトレイン2018」として3月26日から運転し、2年ぶりに開幕に間に合った[23]。更に同年9月10日から16日までは「ベイスターズトレイン ビクトリー号」として、車内広告やドアもベイスターズの選手やロゴで統一された電車が運行されていた[24]。
  - 2019年はY517Fが「YOKOHAMA DeNA BAYSTARS TRAIN 2019」として運用した。5年ぶりに対象が1編成のみとなり、譲渡車では初のラッピングとなった[25]。
  - 2020年はY512Fが「YOKOHAMA DeNA BAYSTARS TRAIN 2020」として運用中。新型コロナウイルスの影響でプロ野球の開幕が遅れたため、ラッピング車両も6月14日からの運行となった[26]。